# Gare Rosemère
Cet article concerne la gare. Pour la ville de Rosemère, voir Rosemère.
La gare Rosemère est une gare ferroviaire située sur la ligne Saint-Jérôme du réseau de train de banlieue de Montréal. Située dans la ville du même nom à l'intersection du chemin de la Grande-Côte et de la rue Rosemère, elle est exploitée par Exo.

## Autobus

### Exo Laurentides
| Circuit | Destinations                              | Tracé | Horaires |
| ------- | ----------------------------------------- | ----- | -------- |
| 12      | Direction Bois-des-Filion (Gare Rosemère) | Tracé | Horaires |
| 15      | Rosemère – Gare Rosemère                  | Tracé | Horaires |
| 17      | Terrebonne – Gare Rosemère                | Tracé | Horaires |
| 20      | Terrebonne Ouest – Gare Rosemère          | Tracé | Horaires |
| 22      | Bois-des-Filion – Sainte-Thérèse          | Tracé | Horaires |